# Bathygobius niger
Bathygobius niger là một loài cá biển thuộc chi Bathygobius trong họ Cá bống trắng. Loài cá này được mô tả lần đầu tiên vào năm 1960.

## Từ nguyên
Tính từ định danh niger trong tiếng Latinh nghĩa là “đen”, hàm ý đề cập đến màu nâu đen gần như tổng thể của loài cá này.

## Phân bố và môi trường sống
B. niger có phân bố không liên tục trên Ấn Độ Dương - Thái Bình Dương, bao gồm Nam Phi, Tây Mascarene (Réunion và Mauritius), bờ đông Ấn Độ, Sri Lanka, quần đảo Sunda Nhỏ (Indonesia), quần đảo Đông Sa (Biển Đông), miền nam Nhật Bản.
B. niger sống trên các rạn san hô và trong vũng thủy triều nhiều đá, cộng sinh với cầu gai, độ sâu đến 3 m.

## Mô tả
Chiều dài cơ thể lớn nhất được ghi nhận ở B. niger là 6,6 cm. Đầu và thân có màu đen, không đốm. Vây lưng và vây đuôi màu cam viền xám, vây hậu môn màu xám, còn vây ngực và vây bụng màu đen.
Số gai vây lưng: 7; Số tia vây lưng: 9–10; Số gai vây hậu môn: 1; Số tia vây hậu môn: 8–9; Số gai vây bụng: 1; Số tia vây bụng: 5; Số tia vây ngực: 22–23.